# Moragita
La moragita és un mineral de la classe dels silicats.

## Característiques
La moragita és un silicat de fórmula química Ca₃TiSi₂(Al₂Si)O₁₄. Va ser aprovada com a espècie vàlida per l'Associació Mineralògica Internacional en el mes de gener de l'any 2024, i 
encara resta pendent de publicació. Cristal·litza en el sistema trigonal.
L'exemplar que va servir per a determinar l'espècie, el que es coneix com a material tipus, es troba conservat a les col·leccions del Museu Mineralògic Fersmann, de l'Acadèmia de Ciències de Rússia, a Moscou (Rússia), amb el número de registre: 6060/1.

## Formació i jaciments
Va ser descoberta a la conca de l'Hatrurim, a prop del mont Ye’elim, dins el Consell Regional de Tamar (Districte del Sud, Israel). Aquest indret és l'únic a tot el planeta on ha estat descrita aquesta espècie mineral.